# Cartelul Sinaloa
Cartelul Sinaloa (spaniolă: Cártel de Sinaloa) ,cunoscut și sub numele de Cartelul din Pacificeste o organizație criminală internațională din Mexic ce se ocupă cu traficul de droguri și spălarea de bani. Este una dintre cele mai mari organizații criminale din lume. 

### Teritoriu și rivali
Înființată în principal în Culiacán, Sinaloa, operațiunile sale se desfășoară în mai mult de jumătate din statele Mexicului și aproape întreaga graniță cu Statele Unite; totuși, ea concurează, în cererea națională și internațională de circulație a drogurilor cu Cartelul Jalisco Nueva Generación (CJNG), provocând un război între cele două organizații care continuă și în 2023. După ce a purtat războaie cu alte organizații, a reușit să profite de teritoriile dominate în trecut de cartelurile Juarez și Tijuana, grupuri slăbite și anihilate de Cartelul Sinaloa. Comanda vizibilă a organizației criminale este Ismael Zambada, alias "el Mayo", lider máximo de la capturarea (pentru a treia oară) și extrădarea în Statele Unite a lui Joaquín "el Chapo" Guzmán. 

În ciuda concurenței și a războiului pe care le-a avut cu cartelurile rivale și pe care le continuă încă, precum în cazul Cártel Jalisco Nueva Generación (CJNG), cartelul Sinaloa este considerat cel mai mare și mai important cartel din Mexic și una dintre cele mai influente organizații criminale din lume, având în vedere contactele internaționale în achiziționarea de arme și narcotice cum ar fi metamfetaminele pe care le cumpără în Asia și a le introduce în Statele Unite, la fel ca și cocaina, pe care o cumpără în Columbia de la grupuri paramilitare neregulate cum ar fi Clanul Golfului, disidenții față de EPL  și FARC (în special, Frontul Oliver Sinisterra, alias " Guacho ", distrus de autoritățile columbiene în 2018). Are aproape un control total al traficului de-a lungul frontierei SUA cu heroină, cocaină, metamfetamine și marijuana; din ultimul, traficul a fost aproape dispărut prin legalizarea, în scopuri medicinale, în mai multe state ale uniunii americane. În Europa, aceasta desfășoară operațiuni cu droguri și cu arme pe rutele din Africa de Vest, susținute de organizații criminale de pe ambele continente, cu scopul de a nu depinde total de cererea americană de droguri. Cu toate acestea, guvernul mexican a declarat că Cartelul Sinaloa este decimat în 2018 prin capturarea și extrădarea lui "Chapo" Guzmán, situație de care profită CJNG pentru a prelua controlul asupra crimei organizate naționale pe care organizația Sinaloa a avut-o pentru mai mult de 20 de ani. 
Cartelul Sinaloa deține controlul absolut al culturilor de mac (din care se extrage opiu) și marijuana într-una din cele mai periculoase regiuni din Mexic și este, de asemenea, epicentrul traficului de droguri din această țară: El Triángulo Dorado  (Triunghiul de Aur), o regiune care include statele Sinaloa, Durango și Chihuahua, agreu accesibile din cauza geografiei lor montane care asigură protecția culturilor ilegale, precum și traficanților care se ocupă de acestea și care le procesează în laboratoare clandestine.

## Istorie
Pedro Avilés Pérez a fost un pionier al drogului în statul Sinaloa la sfârșitul anilor 1960. Este considerat a fi prima generație a principalilor dealeri de droguri de marijuana din Mexic, care au marcat nașterea traficului de droguri la scară largă în Mexic.El a pionierat, de asemenea, utilizarea avioanelor pentru introducerea de droguri în Statele Unite.

### Deceniul anilor '80
A doua generație de traficanți din Sinaloa, precum Ernesto Fonseca Carrillo, Miguel Ángel Félix Gallardo și nepotul său Avilés Pérez, Joaquín Archivaldo Guzmán Loera (cunoscut mai ales sub numele de Joaquín "El Chapo" Guzmán),  a învățat tot ce știa despre traficul de droguri în timp ce servea în organizația lui Avilés.  Miguel Ángel Félix Gallardo, care în cele din urmă a fondat Cartelul din Guadalajara, a fost arestat în 1989. Deși era încarcerat, era unul dintre principalii traficanți din Mexic, menținând organizația printr-un telefon mobil până când a fost transferat la un penitenciar de securitate maximă în anii 1990. La acea vreme, vechea sa organizație a fost împărțită în două facțiuni: Cartelul Tijuana condus de nepoții săi, frații Arellano Félix și Cartelul Sinaloa, condus de foștii săi locotenenți Héctor Luis Palma Salazar, Adrián Gómez González și Joaquín Guzmán Loera. 
La sfârșitul anului 1980, Cartelul Sinaloa era considerat a fi legat de cartelul Juárez într-o alianță strategică care contracara coaliția rivalilor săi, cartelurile Golfului și Tijuana. După descoperirea unui sistem de tuneluri utilizate pentru contrabanda cu droguri în întreaga frontieră dintre SUA și Mexic, grupul a fost asociat cu acest mijloc de trafic de droguri.

### Deceniul anilor '90
Când Héctor Luis Palma Salazar (cunoscut și sub numele de "El Güero") a fost arestat la 23 iunie 1995 de către membri ai armatei mexicane, partenerul său, Joaquín Guzmán Loera, a preluat conducerea cartelului.Guzmán a fost capturat în Guatemala în 9 iunie 1993 și extrădat în Mexic, unde a fost închis într-o închisoare de securitate maximă, dar pe 19 ianuarie 2001, Guzmán a scăpat și și-a reluat rolul de șef. 

### Începutul secolului XXI

Ierarhia Cartelului Sinaloa la începutul anului 2010 (în galben).

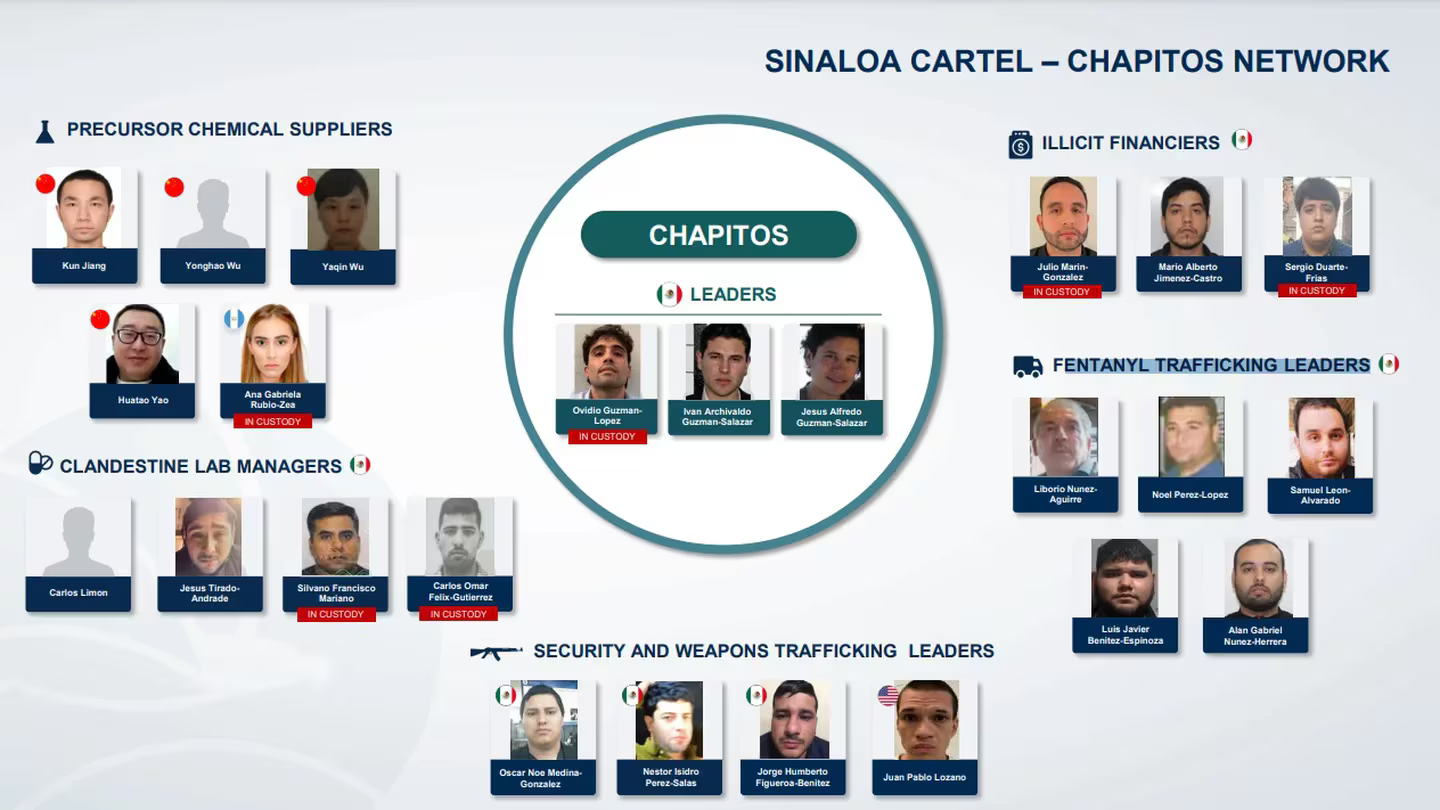
2023

Începând din 2001, cartelul și-a redobândit influența pe scena criminalității din Mexic. Vicente Zambada ("Vicentillo"), fiul lui Ismael Zambada García ("el Mayo"), care, înainte de arestare, a jucat un rol-cheie în cartelul Sinaloa prin coordonarea transporturilor de câteva tone. de cocaină din țările din America Centrală și de Sud prin Mexic cu destinația Statele Unite. A fost arestat de armata mexicană în 18 martie 2009 și extrădat la 18 februarie 2010 la Chicago pentru a răspunde acuzațiilor federale. 
În 2005, Cartelul Beltrán Leyva, care anterior se aliniase la cartelul Sinaloa, s-a desprins de acesta din urmă, deoarece a ajuns să domine traficul de droguri de-a lungul frontierei cu Arizona. Până în 2006, Cartelul Sinaloa a eliminat orice concurență a cartelului rival de la graniță și s-a bănuit că au reușit să mituiească oficialii guvernului mexican. 
În ianuarie 2008, cartelul a fost împărțit în mai multe facțiuni în război unele cu altele, din cauza epidemiei de violență pe care Mexicul a văzut-o în ultimii ani. 
În ultimii ani, Atlanta a fost folosită ca principal centru de distribuție în Statele Unite pentru Cartelul Sinaloa, care a adus violență nemiloasă în această zonă. 

### Arestări și dezmembrări
La 11 mai 2008, Alfonso Gutiérrez Loera, vărul lui Joaquín "el Chapo" Guzmán și 5 traficanți de droguri, au fost arestați după un schimb de focuri cu Poliția Federală din Culiacán, Sinaloa. Pe lângă suspecții capturați, au fost confiscate 16 puști de asalt, 3 grenade, 102 încărcătoare și 3543 de cartușe de muniție.
La 25 februarie 2009, guvernul Statelor Unite a anunțat arestarea a 750 de membri ai Cartelului Sinaloa în Statele Unite. A anunțat, de asemenea, confiscarea a mai mult de 359 de milioane dolari în numerar și numeroase vehicule, avioane și nave. 
În martie 2009, guvernul mexican a anunțat detașarea a 1000 de ofițeri ai Agenției Federale de Investigații și 5.000 de soldați ai armatei mexicane pentru a restabili ordinea în Ciudad Juárez, Chihuahua, statul care a suferit cel mai mare număr de victime din țară. 
La 20 august 2009, DEA (Administrația pentru Controlul Drogurilor din SUA) a demontat o operațiune de droguri în Chicago, unde au fost implicați mai mulți membri importanți ai cartelului.  Această operațiune a anulat o rețea principală de distribuție, operată de frații Margarito și Pedro Flores, deoarece se presupunea că au introdus între 1,5 și 2 tone de cocaină pe lună către Chicago și milioane de dolari au fost trimise la sud de graniță.
În luna iunie 2011, unul dintre cele mai mari narcolaboratoare a fost localizat în statul Jalisco, condus de Héctor Monory Villalobos, cunoscut sub numele de "el Ranger". Elemente ale armatei mexicane au descoperit acest laborator; de asemenea, ei au reținut mai mulți oameni care erau în interior și care fabricau droguri sintetice. 

### Alianțe criminale
Începând cu februarie 2010, principalele carteluri mexicane s-au aliniate pe două tabere; una compusă din Cartelul Juarez, Cartelul Tijuana și Beltrán Leyva; celălalt, alcătuit din Cartelul din Golf, Cartelul Sinaloa, Caballeros Templarios;  s-a ajuns până la urmă la dominarea aproape totală a Cartelului Sinaloa în teritoriile de influență ale foștilor inamici sau aliați ai săi.
La nivel internațional, cartelul are o alianță cu mafia mexicană din Statele Unite. În Columbia, principala țară producătoare de cocaină din lume, are alianțe pentru a cumpăra produsul de la Clanul Golfului, disidențele EPL și FARC; în Venezuela, negociază cocaina columbiană cu Cartel de los Soles, deși începând cu anul 2017 încearcă să intre direct în Columbia pentru a produce direct alcaloidul în această țară. De asemenea, are contacte în Asia cu Yakuza (mafia japoneză) pentru achiziționarea metamfetaminei de pe piața americană. 
În 2018, în ciuda slăbirii suferite de capturarea și extrădarea liderului său, Joaquín "el Chapo" Guzmán, Cartelul Sinaloa, condus de Ismael "Mayo" Zambada, a făcut o alianță cu Carlos Enrique Sánchez, cunoscut sub numele de "el Cholo" Nemesio, fostul om de încredere al lui «Mencho» Oseguera, lider al Cartelului Jalisco Nueva Generación (CJNG) și rival al Cartelului Sinaloa pentru controlul traficului de droguri în Mexic. "El Cholo" a conspirat din anul precedent împotriva lui "El Mencho" pentru controlul CJNG, mergând la rivalul său Sinaloa pentru a furniza fonduri și asasini în acest război care, pentru a câștiga "el Cholo", ar crea o posibilă alianță între cele două cele mai puternice carteluri din Mexic.

### Gruparea Los Ánthrax
Acest grup a fost fondat și comandat de "el Chino Ánthrax" până în momentul în care a fost prins în Olanda în data de 30 decembrie 2013. După capturarea lui "El Chino", Luis Eduardo Zambada, alias "El Venado", a devenit unul dintre liderii grupării Los Ántrax. 
Se spune că gruparea a fost creată pentru a proteja copiii lui "Mayo" Zambada și că membrii săi locuiesc în statul Jalisco, în principal în Zapopan și Guadalajara. Ceea ce îi diferențiază pe membrii grupării este un inel cu craniu bătut cu diamante, ceea ce implică conducerea, moartea și puterea. 

## Conducerea
Guzmán a avut doi colaboratori apropiați, Ismael Zambada García și Juan Jose Esparragoza Moreno.Anterior, Ignacio Coronel Villarreal (mai cunoscut sub numele de "Nacho Coronel") a fost un alt colaborator apropiat, dar a fost ucis pe 29 iulie 2010 la Zapopan, Jalisco, într-un schimb de focuri cu armata mexicană.Guzmán, Zambada și Esparragoza au fost cei mai importanți oameni ai comerțului cu droguri din Mexic în 2003, după arestarea rivalului lor, Osiel Cárdenas, din Cartelul Golfului. Până în prezent, Zambada și Esparragoza au evitat cu succes operațiunile de capturare a lor, însă familia lui Esparragoza susține că acesta a murit în 2014 de un atac de cord, neconfirmat însă de autoritățile mexicane. 
Cartelul Colima, Cartelul Sonora, Cartelul Mileniului și Cártel Del Centro erau ramuri ale Cartelului Sinaloa până la dezmembrarea lor, de către autoritățile mexicane. 

## Operațiuni
Cartelul Sinaloa este prezent în 17 state, cu importante centre în Tepic, Guadalajara și în cea mai mare parte a statului Sinaloa.Cartelul este implicat în principal în traficul și distribuția de cocaină din Columbia, de metamfetamine în Asia de Sud, marijuana și heroină provenind din Triunghiul de Aur ( Sinaloa, Durango și Chihuahua), și pentru intrarea lor ilegală în Statele Unite. 
Se crede că un grup cunoscut ca Organizația Herrera transportă mai multe tone de cocaină din America de Sud în Guatemala, în numele Cartelului Sinaloa. Drogurile sunt introduse în Mexic prin contrabandă în partea de nord a țării și, de acolo, în Statele Unite.Alte transferuri de cocaină se presupune că provin din Columbia, din Bogotá, Medellin sau Cali, unde sunt trimise de organizațiile locale care lucrează pentru cartelul Sinaloa, care este responsabil pentru transportul drogurilor peste granița cu Statele Unite către celulele de distribuție din Arizona , California, Texas, Chicago și New York. 
Pentru contrabanda cu droguri, se folosesc toate mijloacele disponibile: aeronave de marfă Boeing 747, submarine, nave container, bărci de viteză, vase de pescuit, autobuze, vagoane de cale ferată, remorci de tractoare, mașini și chiar tuneluri, care sunt folosite și de imigranți pentru a trece ilegal în Statele Unite. 
Pe baza rapoartelor privind capturile, Cartelul Sinaloa pare să fie cea mai activă grupare contrabandistă de cocaină. Acesta și-a demonstrat capacitatea de a înființa centre de operare în regiuni din afara țării, cum ar fi America Centrală și de Sud. Se dovedește, de asemenea, că este cel mai activ în diversificarea piețelor sale de export, astfel încât să nu se bazeze exclusiv pe consumatorii din SUA; cartelul a făcut chiar și un efort de a furniza alcaloid distribuitorilor din America Latină și Europa . 
În ceea ce privește violența, cartelul practică des decapitări sau dizolvarea trupurilor în butoaie de acid, ca o modalitate de a-i intimida pe dușmani.Potrivit informațiilor compilate de autoritățile columbiene după arestarea mai multor cetățeni de naționalitate mexicană în această țară, din cauza eșecului constant al grupurilor ilegale columbiene de a da cocaina cerută de Cartelul Sinaloa, urmare a operațiunilor pe care le efectuează autoritățile țării impotriva lor, terminând cu tone de droguri confiscate, organizatia mexicană a început sa achiziționeze în Colombia plantații de frunze de coca pentru a procesa cocaina ei înșiși, trimițându-și personal din Mexic pentru munca de transport. De asemenea, finanțează grupuri armate organizate (GAO), cum ar fi Frontul Oliver Sinisterra, un grup disident al FARC, comandat de " Guacho " (împușcat de autoritățile columbiene în 2018), care răspunde de aprovizionarea cu droguri a navelor de pe coasta columbiană a Pacificului până în America Centrală.

## Detențiile lui El Chapo
El Chapo Guzmán, cu case legate de tuneluri subterane pentru planurile lor de evadare, acele tuneluri care au racordat la sistemul de apă Sinaloa au fost o operațiune care să o captureze, dar din moment ce avea aceste tuneluri, era imposibil să le capturăm și, pe 13 februarie, Forțele de securitate mexicane au început o operațiune puternică și neîntreruptă în Culiacán, capitala Sinaloa, care urmărea capturarea lui "el Chapo" și a partenerului său Ismael "Mayo" Zambada, unul dintre principalii lideri ai cartelului Sinaloa. Ca urmare a operațiunii, vineri, Jesús Peña González, unul dintre șefii de securitate ai lui "Mayo" Zambada, a fost arestat. 
Capo-ul Cartelului Sinaloa , Joaquín "el Chapo" Guzmán, a fost arestat în dimineața zilei de 22 februarie 2014, într-o clădire de condominiu din Mazatlán, Mexic, de către autoritățile mexicane. 
La 11 iulie 2015, "el Chapo" Guzmán a scăpat din închisoarea de maximă securitate din El Altiplano, aflată în Almoloya. Comisia Națională de Securitate (CNS) a confirmat că pentru a doua oară, liderul Cartelului Sinaloa a reușit să scape dintr-o închisoare federală. La 8 ianuarie 2016, președintele Enrique Peña Nieto a anunțat prin Twitter rearestarea lui Guzmán Loera, de către elemente ale Poliției Federale, după ce a scăpat dintr-o operațiune a forțelor speciale ale secretarului marinei în orașul Los Mochis, Sinaloa. 

## Alte capturări
Ministerul Apărării Naționale ( Sedena ) a raportat arestarea lui Jesús Alfredo Salazar Ramirez , alias "El Muñeco" sau "El Pelos", pe care l-a identificat drept locotenent al șefului Cartelului Pacific din statul Sonora. Potrivit lui Sedena, "El Muñeco" a lucrat ca unul dintre operatorii lui Joaquín "el Chapo" Guzmán și a fost responsabil de moartea activistului Nepomuceno Moreno. În acest fel, guvernul federal a dat o lovitură organizației criminale condusă de omul cel mai căutat de autorități. Potrivit cifrelor Biroului Procurorului General (PGR), din 2007 până în 2011, 596 de persoane din Cartelul Pacific au fost arestate. Garda de corp a presupusului infractor a fost reținută de autoritățile federale, care au confiscat 40 de kilograme de droguri cristale, 30 de grame de cocaină, patru arme de calibru mic, patru arme lungi, patru lansatoare de grenade, cinci grenade, 14 încărcătoare pentru diferite arme, 1441 de cartușe de diferite calibre, 9485 de dolari.